# Тронь Сергій Андрійович
Сергій Андрійович Тронь (9 січня 1987, м. Павлодар, СРСР) — казахський хокеїст, нападник.  
Виступав за команди «Керамін» (Мінськ), «Динамо» (Мінськ), ХК «Вітебськ», «Іртиш» (Павлодар), «Горняк» (Рудний), «Єнбек» (Алмати), ХК «Брест», ХК «Могильов», «Білий Барс» (Бровари).
У складі молодіжної збірної Казахстану учасник чемпіонату світу 2005 (дивізіон I). У складі юінорської збірної Казахстану учасник чемпіонату світу 2005 (дивізіон I).